# Clergyman

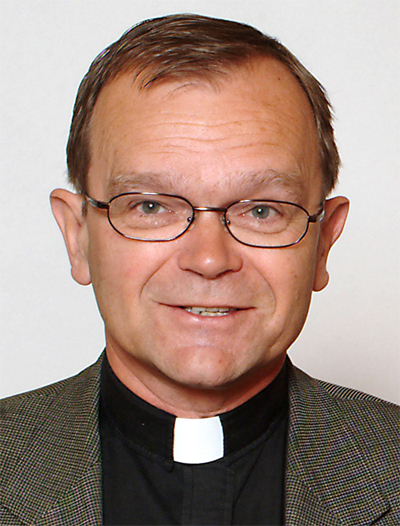
Katholiek priester (Brodd) gekleed in zwart priesterhemd met Amerikaans priesterboord

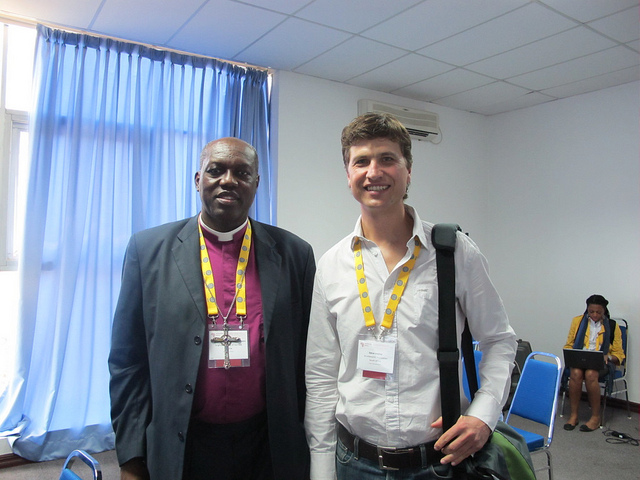
Anglicaanse bisschop (Johnson) gekleed in paars priesterhemd met Romeins priesterboord

Een clergyman (van het Engelse woord dat geestelijke betekent) is de kleding van een priester die bestaat uit een zwart kostuum met priesterboord. Het werd in 1962 ingevoerd als alternatief voor de soutane. Een priesterhemd is een hemd met een priesterboord.
Dit priesterhemd kan voorkomen in diverse kleuren en uitvoeringen.  Katholieke diakens, priesters en bisschoppen dragen meestal zwart, maar soms ook grijs of wit. Ook (licht)blauw komt voor.
In de Oud-Katholieke Kerk en de Anglicaanse Kerk dragen de priesters meestal zwart, maar de bisschoppen paars. Om die reden zal een katholiek priester geen paars priesterhemd dragen. Deze kleur hemd met priesterboord is gereserveerd voor de bisschop. Om dezelfde reden worden priesterhemden in de kleur rood ook zelden gedragen, omdat rood de kleur is van de kardinaal.